# Estai

Estai, cabo representado a vermelho.

Contra-estai, cabos representados a vermelho.

Estai, numa embarcação à vela, é o termo usado para designar cada um dos cabos, normalmente de aço, que, colocados no sentido longitudinal (também dito o sentido da vante), fixam a mastreação na proa. São parte do aparelho fixo.
O estai do mastro para a popa designa-se como contraestai, sendo que também se usa o termo inglês backstay.
A vela de estai deve o seu nome a este cabo.
Segundo com certos linguistas, a origem etimológica do termo provém do holandês medieval staeye, «estai; esteio», que por seu turno terá advindo pelo inglês antigo staeg, hoje grafado como stay, com o mesmo significado que a palavra encerra hoje em português. De acordo com outros linguistas, a origem remontará ao francês antigo estai, hoje grafado nessa língua como étai.